# Gliptoteca

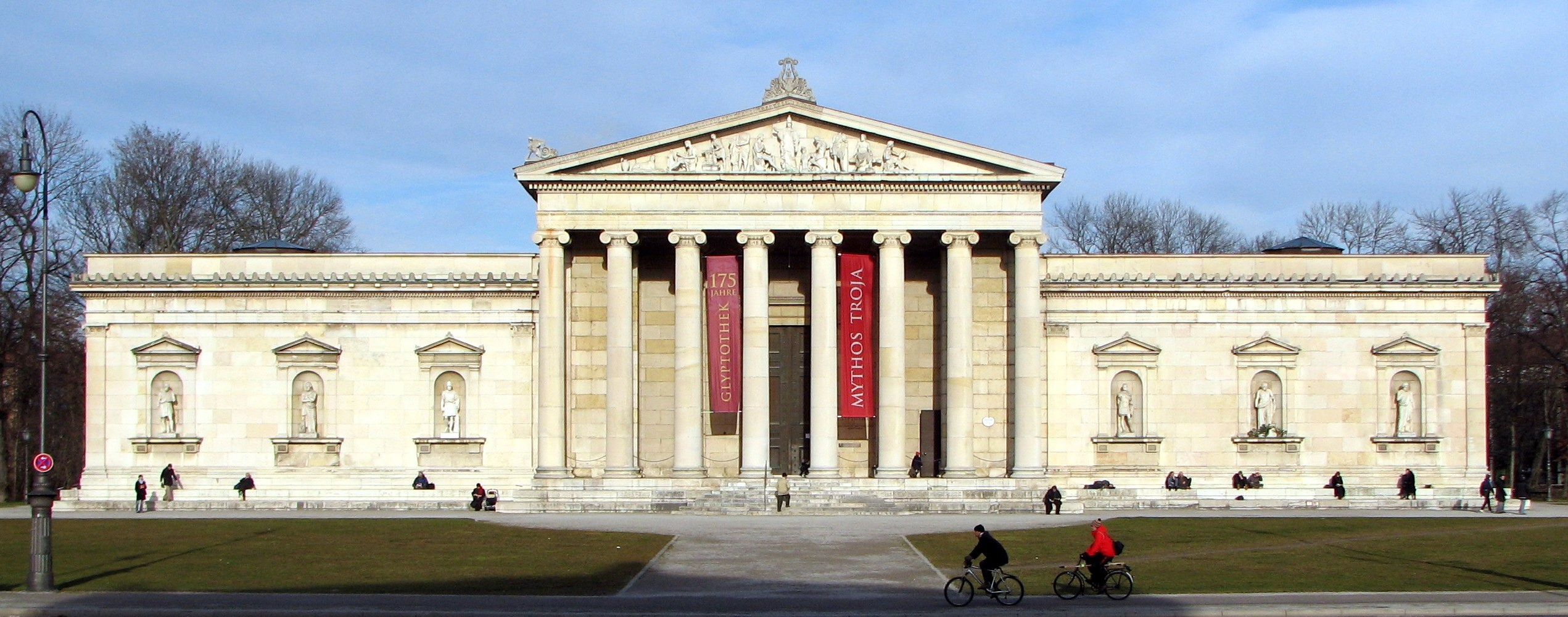
Gliptoteca de Múnich

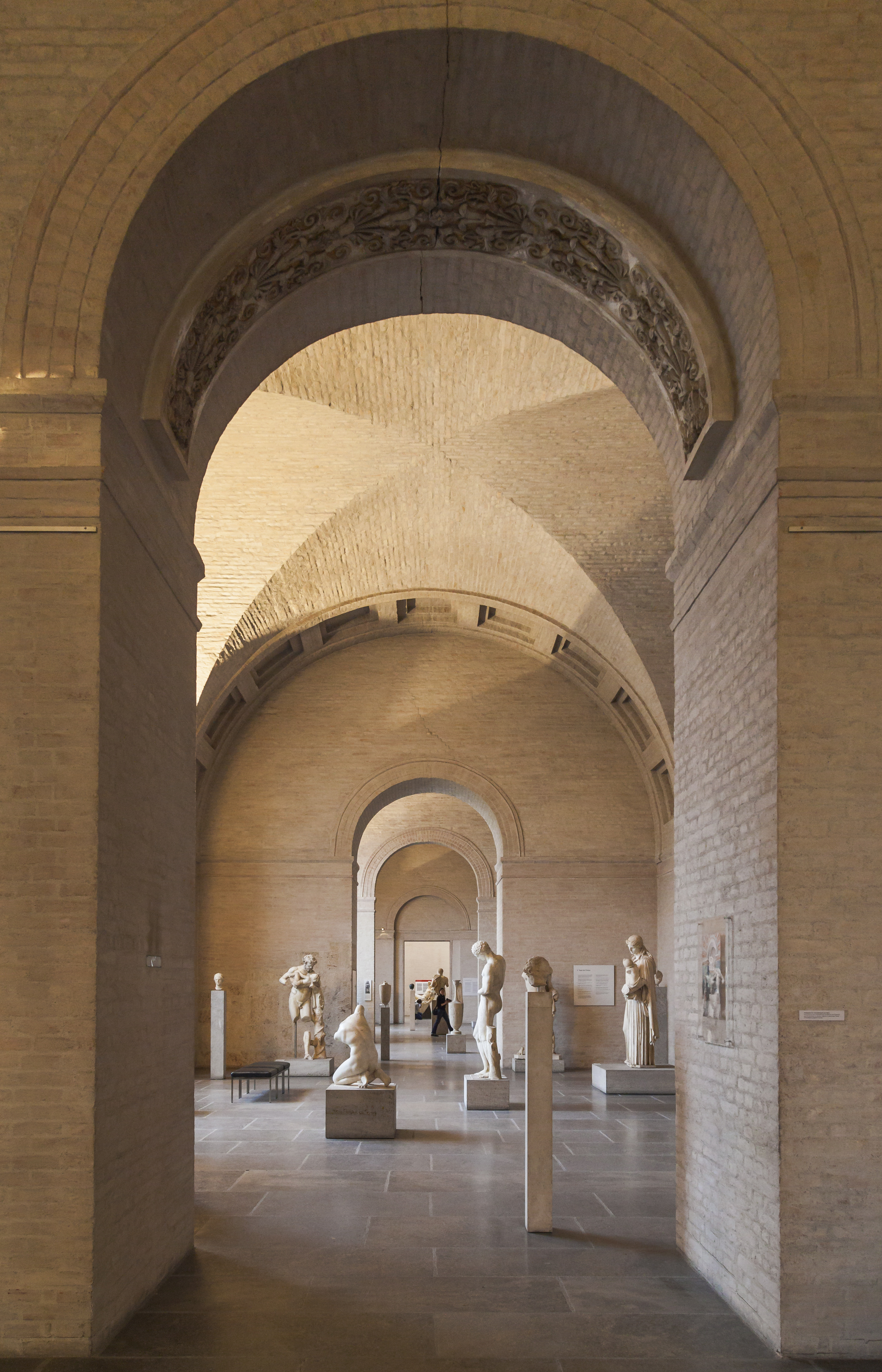
Vista interior de la Gliptoteca de Múnich

Una gliptoteca es un museo dedicado en un principio a las piedras finas grabadas, pero también a las obras de escultura en general.
La designación «gliptoteca» fue acuñada por vez primera en alemán (Glyptothek) por el bibliotecario del rey Luis I de Baviera, derivada del antiguo verbo griego  γλυπτός glyptós, que significa 'cortado en piedra', y θήκη, thḗkē, por 'caja, almacén'. Era una alusión al antiguo nombre griego de pinacoteca (de Pínax, 'panel' o 'pintura'). Glypton es la palabra griega para una escultura.
Marco Escauro, hombre de Estado romano que murió el año 87 a. C., fue el primero que formó una colección de este tipo. Pompeyo siguió su ejemplo. Julio César expuso en el templo de Venus Genitrix las piedras de que se había apoderado y que pertenecían a Mitrídates. Marcelo, hijo de Octavio, formó otra colección que expuso al público en el templo de Apolo Palatino. 
En el siglo XVI, los Médici reunieron una magnífica colección de piedras grabadas y pronto cundió la afición y hallaron imitadores en el resto de Europa.
Entre las más destacadas se pueden citar:
- la gliptoteca de Múnich;
- la Ny Carlsberg Glyptotek, Copenhague;
- la gliptoteca de Atenas;
- la gliptoteca exterior de Psychiko, plaza Giorgos-Zongolopoulos de Filothei-Psychiko (barrio norte de Atenas);
- la gliptoteca de la Academia de las ciencias y de las artes de Croacia;
- el museo de arte moderno de la Fundación Enzo Pagani, Castellanza, Italia;
- los jardines del Palacio Carnolès - Museo de Bellas Artes de Menton;
- la Fundación Maeght, Saint-Paul-de-Vence;
- el Millesgården, Estocolmo, Suecia;
- el museo de escultura al aire libre o jardín Tino-Rossi, París;
- el museo al aire libre de Hakone, Japón.